# Procureur de district
Dans de nombreuses juridictions aux États-Unis, un procureur de district (en anglais : District Attorney, DA) est un fonctionnaire[évasif] élu ou nommé qui représente le gouvernement dans la poursuite d'infractions.
Le procureur de district est le plus haut titulaire de charge dans sa juridiction et supervise une équipe d'assistants ou procureurs de district adjoints (ADA). Des fonctions similaires sont assurées au niveau local dans d'autres juridictions par des officiels appelés procureur fédéral (Commonwealth's Attorney), procureur d'État (State's Attorney) ou procureur de comté (County Attorney). Selon le système en place dans l'État ou le comté, le procureur de district peut être nommé par le chef de l'exécutif de la région ou élu par le peuple.

## Équivalents, titres connexes et organismes
Comme les différents organismes gouvernementaux américains fonctionnent indépendamment les uns des autres, il y a beaucoup de différences entre des personnes qui remplissent la même fonction au niveau fédéral, de l'État et des comtés. Le titre officiel d'un procureur nommé par le gouvernement fédéral à un poste local est United States Attorney (procureur des États-Unis). Ces fonctionnaires, nommés par le président des États-Unis, travaillent sous les ordres de l’Attorney General (procureur général des États-Unis) et exercent leurs fonctions dans les district courts (tribunaux fédéraux de district). Ces procureurs des États-Unis, à leur tour, engagent des procureurs pour s'occuper des affaires quotidiennes du tribunal ; ils sont connus sous le nom de Assistant United States Attorneys ou AUSAs (procureurs adjoints des États-Unis).
La plupart des États fédérés des États-Unis ont aussi leur propre procureur qui supervise les poursuites engagées par l'État et qui est habituellement connu sous le nom de Attorney General (procureur général de l'État).